# Florian Fuchs
Florian Fuchs, né le 10 novembre 1991 à Hambourg, est un joueur de hockey sur gazon allemand. Il a remporté le titre olympique lors des Jeux olympiques d'été de 2012 qui se sont déroulés à Londres.

## Palmarès

### Jeux olympiques
- Jeux olympiques d'été de 2012 à Londres
  -  Médaille d'or.
- Jeux olympiques d'été de 2016 à Rio de Janeiro
  -  Médaille de bronze.